# Hermannia berlesei
Hermannia berlesei är en kvalsterart som först beskrevs av Durga Charan Mondal 1984.  Hermannia berlesei ingår i släktet Hermannia och familjen Hermanniidae. Inga underarter finns listade i Catalogue of Life.